# Prieuré Saint-Victor de Genève
Pour les articles homonymes, voir Saint-Victor et Prieuré Saint-Victor.
Le prieuré Saint-Victor de Genève (en latin Sancti Victoris de Gebenna) est un ancien couvent, aujourd'hui disparu, qui se trouvait à Genève, appartenant alors située dans le comté homonyme. D'abord église funéraire, elle devient conventuelle vers l'an mille, en étant rattachée à l'abbaye de Cluny. Sa destruction est décidée par la ville en 1534. L'église est dédiée à saint Victor. 

## Géographie
Le prieuré Saint-Victor, son cimetière et son faubourg étaient installés hors des murs de Genève (prope maenia geneue urbis), au sud-est de la ville, sur le plateau dit des Tranchées. L'église se trouvait sous l'emplacement de l'église russe de la ville, édifiée à partir de 1863.

## Histoire

### Origine
Une première église funéraire semble avoir été édifiée à la fin du Ve siècle (vers 480) par la volonté d'une princesse burgonde, Sédéleube, fille du roi Chilpéric II ou Hilpéric II. La chronique de Frédégaire (vers 660), raconte que la reine Sédéleube est à l'origine de la construction afin d'y placer les reliques de saint Victor (de),, probablement dans une boîte en argent. Victor aurait appartenu à la légion thébaine, qui aurait été massacrée à Agaune (aujourd'hui Saint-Maurice, en Suisse), au milieu du Ve siècle, et dont il fut l'un des rares survivants. En 602, les reliques sont retrouvées, selon la légende, par Frédegaire, les évêques Aeconius de Maurienne, Rusticus / Patricius, évêque de Genève, en compagnie du roi de Bourgogne Théodoric ou Thierry II,. Un acte (non daté) relate cette légende où il est stipulé que le roi Thierry II confirme les donations faites par le maire du Palais Warnachaire II. Les reliques du saint se trouvait auparavant à Soleure.

L'église abrite également la sépulture des premiers évêques de Genève.
L'impératrice du Saint-Empire, Adélaïde de Bourgogne, femme de Otton Ier, aurait visité l'église en 999.
Aux alentours de l'an mille, elle devient une église conventuelle — ecclesia beatissimi Victoris martyris — placée sous l'ordre clunisien,, par l'évêque de Genève, Hugues. Il apparaît ainsi comme le fondateur du couvent. L'évêque considérant que le prieuré « n'a pas assez de possessions pour qu'on lui donne un abbé, la cède à Odilon, abbé de Cluny ». Une bulle pontificale de 1100 confirme les droits de l'abbaye de Cluny sur trente-cinq couvents, dont celui de Saint-Victor, et stipule qu'aucun d'entre-eux ne pourra devenir une abbaye sans l'autorisation de l'abbé.
Un acte de 1099 met fin à un conflit opposant le prieuré au chapitre de la cathédrale de Genève.
Les comtes de Genève apparaissent comme les avoués et protecteurs (advocati et defensores) du prieuré. Par exemple, on retrouve en 1137, le comte Amédée Ier confirmant ses différents devoirs auprès du couvent. Hugues, premier membre de la famille de Ternier mentionné, semble posséder l'avouerie au début du XIIe siècle.
Le comte de Genève Humbert, ainsi que son frère Guillaume, autorisent en 1220 le prieur Guichard de Clermont de construire un château à Epeisses afin de permettre la défense de la région appelée Champagne (mestralie de la Champagne), appartenant au couvent,.
En 1291, en raison de torts causés par le chapitre, l'évêque de Genève, Guillaume de Conflans, « accorde aux dits religieux le droit d'obtenir gratuitement le sceau de la cour de l'Official pour les actes qui les concernent ». Dans une lettre de 1292, l'évêque rappelle que le bourg de Saint-Victor a été en partie incendié, l'année précédente, par le comte Amédée II.

### Disparition du couvent
La ville de Genève souhaite démolir le faubourg de Saint-Victor qui constitue une faille pour la défense de la ville, notamment lors des conflits avec la maison de Savoie. Une partie est détruite en 1531, la totalité en 1534.
Lorsque la cité passe à la Réforme en 1536, la paroisse de Saint-Victor disparaît. La ville fait construire des remparts. Une partie des moines du prieuré s'enfuient en Savoie voisine où ils s'installent à Reigner. Les différents revenus sont alors donnés en 1573 à l'une des commanderies de l'ordre des Saints-Maurice-et-Lazare.
En 1749, le traité de Paris procède à un échange de droits et de territoires entre Genève et la France.
En 1754, le traité de Turin règle en partie la question de « l'enchevêtrement des droits sur les "terres de Saint-Victor et Chapitre" », entre Genève et la Savoie.

## Prieuré

### Organisation et possessions
Il s'agit d'un petit couvent réunissant une dizaine de moines. En 1304, on en compte 12 mais ce chiffre descend par la suite à 7.
Directement placé sous l'autorité de l'abbaye de Cluny et du pape, le couvent contrôle directement les prieurés de Russin, Vaulx, Draillant, Sainte-Hélène (val d’Aoste) et Bonneguête. L'essentiel des droits et terres du prieuré sont situés dans le comté de Genève,.
L'évêque de Genève, Guy de Faucigny est l'auteur de pas moins de quatorze donations au couvent.
Exemples de donations :
- 1093 : l'évêque de Genève, Guy de Faucigny donne l'église de Saint-Martin située à Essertet (aujourd'hui Viry), avec l'ensemble des droits attentants[ReG 11] ;
- 1093 : l'évêque de Genève, Guy, donne église de Saint-Martin, située à Gisirac (probablement Chéserex)[ReG 12] ;
- entre 1078 et 1220 : obtention de la moitié des revenus des églises de Saint-Paul à Ciriel (aujourd'hui Saint-Paul-en-Chablais), Sainte-Marie à Maxilly, Saint-Ours à Bernex et Saint-Oyen à Lullin[ReG 13] ;
- entre 1078 et 1220 : obtention de l'église de Bonneguête, avec l'ensemble des droits attentants[ReG 14] ;
- entre 1078 et 1220 : obtention des églises de Saint-Jean de Gonville, avec l'ensemble des droits attentants, de Dardagny[ReG 15] ;
- entre 1078 et 1220 : obtention de l'église de Russin, avec l'ensemble des droits attentants[ReG 16] ;
- entre 1078 et 1220 : obtention de l'église d'Aiserey (Aisery), avec l'ensemble des droits attentants, une manse et un serf[ReG 17] ;
- entre 1078 et 1220 : l'évêque de Genève, Guy, donne l'église d'Aiserey (Aisery), donne les églises avec les droits de Dardagny, Saint-Jean à Gonville, Sainte-Marie à Allemogne (Thoiry), Saint-Lazare à Feigère, Saint-Laurent à Russin, Saint-Paul à Ciriel, Sainte-Marie à Maxilly, Saint-Ours à Bernex, Saint-Oyen à Lullin, Sainte-Marie à Bonneguête et l'église d'Aisery[ReG 1] (reprise de l'ensemble des pièces précédentes) ;
- entre 1078 et 1220 : la femme du seigneur de Viry donne l'ensemble de ses droits sur Essertet (aujourd'hui Viry)[ReG 18] ;
- 1119 : l'évêque de Genève, Guy, donne l'église de Frangy avec toutes celles qui en dépendent, avec l'ensemble des droits attentants[ReG 19] ;
- entre 1135 et 1153 : cession à Clairvaux de l'église et la villa de Chéserex[ReG 20] ;
- 1165 : cession à l'abbaye de Bonmont des droits sur Charaio[ReG 21] ;
- 1198 : église de Chilly[ReG 22] ;
- 1225 : le comte Guillaume II donne en les droits qu'il possède sur Laconnex en réparation des « torts et injustices »[ReG 23] ;
- 1227 : biens de la « villa de Gy et au-delà de la Saime, excepté le prieuré de Draillens »[ReG 24] ;
- 1257 : obtention des droits sur Colovrex et Valavrans (Bellevue)[ReG 25] ;
- 1258 : obtention à la suite d'un accord avec Simon de Joinville, seigneur de Gex, de la moitié du fief Avouson (Croset)[ReG 26] ;
- 1302 : une transaction avec le comte Amédée II répertorie l'ensemble des possessions du prieuré : « les villages et paroisses de Chancy, Epeisse, Avully, Feigères, Passeiry, Avusy, Saint-Didier (?), Attenaz, Songy, Sezegnin, Malagny, La Tour (?), Cartigny, La Grave, Chabloux, Laconnex, Troinex, Landecy, et généralement sur tous les villages situés entre le Mont de Sion et le village d'Etrembières inclusivement, et dès le sommet du Mont-Salève jusqu'au Rhône, à l'exception du village de Confignon »[ReG 27].

### Composition
La destruction de la totalité du couvent en 1534 par la ville ne permet pas de connaître l'aménagement des bâtiments. IIl semble cependant que l'église Saint-Victor avait la particularité d'être de forme ronde.

## Prieurs de Saint-Victor de Genève
Le prieuré est soumis à l'autorité d'un prieur, bien souvent administrateur ou commendataire, le spirituel relevant d'un prieur claustral.

### Régeste genevois
Actes publiés dans le Régeste genevois (1866), que l'on peut consulter en ligne dans le Répertoire chronologique des sources sur le site digi-archives.org de la Fondation des Archives historiques de l'Abbaye de Saint-Maurice (Suisse) :
1. 1 2  Acte publié entre 1078 et 1120 (REG 0/0/1/237).
2. 1 2  Acte publié entre 593 et 613 (REG 0/0/1/74).
3. ↑  REG 0/0/1/141 ; Epitaphium Adeleidis , Vie d'Adélaïde, par Odilon, abbé de Cluny, mentionne cette visite.
4. 1 2  Acte publié entre 999 et 1110 (REG 0/0/1/150).
5. ↑  Bulle papale du 20 novembre 1100 (REG 0/0/1/239).
6. 1 2 3  Acte de l'année 1099 (REG 0/0/1/230).
7. 1 2  Acte du 2 juillet 137 (REG 0/0/1/290).
8. 1 2  Acte de 1220 (REG 0/0/1/582).
9. ↑  Acte du 24 novembre 1291 (REG 0/0/1/1352).
10. ↑  Lettre du 4 août 1292 (REG 0/0/1/1367).
11. 1 2  Acte de 1093 (REG 0/0/1/225).
12. ↑  Acte de 1093 (REG 0/0/1/226).
13. ↑  Acte publié entre 1078 et 1120 (REG 0/0/1/231).
14. ↑  Acte publié entre 1078 et 1120 (REG 0/0/1/233).
15. ↑  Acte publié entre 1078 et 1120 (REG 0/0/1/234).
16. ↑  Acte publié entre 1078 et 1120 (REG 0/0/1/235).
17. ↑  Acte publié entre 1078 et 1120 (REG 0/0/1/236).
18. ↑  Acte publié entre 1078 et 1120 (REG 0/0/1/238).
19. 1 2  Bulle pontificale du 8 octobre 1119 (REG 0/0/1/257).
20. ↑  Acte entre 1135 et 1153 (REG 0/0/1/288BIS).
21. 1 2  Bulle pontificale du 12 mai 1165 (REG 0/0/1/376).
22. 1 2  Sentence de 1198 (REG 0/0/1/470).
23. ↑  Acte du 2 juin 1225 (REG 0/0/1/614).
24. 1 2  Acte d'acensement de 1er janvier 1227 (REG 0/0/1/635).
25. ↑  Acte de mai 1257 (REG 0/0/1/889).
26. ↑  Acte de mars 1258 (REG 0/0/1/899).
27. 1 2  Transaction du 20 juin 1302 (REG 0/0/1/1504).
28. ↑  Accord publié entre 1120 et 1135 (REG 0/0/1/269).
29. ↑  Acte de 1196 (REG 0/0/1/465).
30. ↑  Contestation du 24 juin 1201 (REG 0/0/1/478).
31. ↑  Acte de septembre 1236 (REG 0/0/1/699).
32. ↑  Sentence du 9 juin 1265 (REG 0/0/1/989).
33. ↑  Sentence du 5 mai 1266 (REG 0/0/1/997).
34. ↑  Acte du 22 novembre 1271 (REG 0/0/1/1074).
35. ↑  Compromis et sentence du 13 septembre 1301 (REG 0/0/1/1491).
36. ↑  Acte du 12 septembre 1310 (REG 0/0/1/1663).

### Autres références
1. 1 2 3 4 5 6 7 8 9 10 11 12  Article Prieuré Saint-Victor de Genève dans le Dictionnaire historique de la Suisse en ligne.
2. ↑  « La Cathédrale de Genève », sur www.diocesedegeneve.net (consulté le 13 juin 2016).
3. 1 2  Baud 1985, p. 16 (Lire en ligne).
4. 1 2 3  Baud 1985, p. 42 (Lire en ligne).
5. 1 2 3  « Ours et Victor (saint) » dans le Dictionnaire historique de la Suisse en ligne.
6. 1 2 3 4 5  Pouvoirs partagés en Genevois 2007, p. Vitrine 1 « Saint-Victor et Chapitre ».
7. ↑  Jean-Pierre Leguay, Les Mérovingiens en Savoie (534-751), Moûtiers, Académie de la Val d'Isère, 1992, 151 p., p. 39.
8. ↑  Baud 1985, p. 30 (Lire en ligne).
9. ↑  Henri Baud, Jean-Yves Mariotte, Jean-Bernard Challamel, Alain Guerrier, Histoire des communes savoyardes. Le Genevois et Lac d'Annecy (Tome III), Roanne, Éditions Horvath, 1981, 422 p. (ISBN 2-7171-0200-0), p. 467.
10. ↑  Pouvoirs partagés en Genevois 2007, p. Vitrine 3 « Un nouveau château pour Saint-Victor - 1220 ».
11. ↑  Pouvoirs partagés en Genevois 2007, p. Vitrine 21 « Le traité de Turin, 1754 ».
12. ↑  Baud 1985, p. 71 (Lire en ligne).
13. ↑  [PDF] Pouvoirs partagés en Genevois 2007, p. Vitrine 1 « Carte ».
14. ↑  Baud 1985, p. 39 (Lire en ligne).
15. ↑  François Bonivard, Chroniques de Genève (1505-1526), t. 1 - Seconde partie, Genève, D. Dunant, 1831, 548 p. (lire en ligne), p. 108.
16. ↑  Die Cluniazenser in der Schweiz, Bâle et Francfort, 1991, Helvetia Sacra, Abteilung III, Die Orden mit Benediktinerregel, 2, 1991, page 301.
17. ↑  « Amédée de Charansonnex » dans le Dictionnaire historique de la Suisse en ligne.
18. ↑  « Grolé, Jean de » dans le Dictionnaire historique de la Suisse en ligne.
19. 1 2 3  « Les Bonivard, à Genève et à Contamine », publié sur le site de la société locale « Les Amis de la Grande Maison » - www.lesamisdelagrandemaison.com.